# Gemeindefreies Gebiet Ebershauser-Nattenhauser Wald

Lage des gemeindefreien Gebiets Ebershauser-Nattenhauser Wald im Landkreis Günzburg

Der Ebershauser-Nattenhauser Wald ist ein 2,10 km² großes gemeindefreies Gebiet im schwäbischen Landkreis Günzburg.

## Geographie
Das gemeindefreie Gebiet Ebershauser-Nattenhauser Wald liegt auf der Hochfläche des Riedels zwischen den Tälern des Krumbachs und der Gutnach beziehungsweise des Haselbachs. Das Gebiet besteht aus mehreren Teilflächen, die das zur Gemeinde Ebershausen gehörende Dorf Waltenberg fast gänzlich umschließen. Im Norden grenzt das gemeindefreie Gebiet an die Gemeinde Breitenthal, im Osten an die Stadt Krumbach (Schwaben), im Süden an die Gemeinde Waltenhausen und im Westen an die Gemeinde Ebershausen. Ein Teil des Gebiets gehört zu dem Wasserschutzgebiet um die Trinkwasserentnahmestelle Krebsbachbrunnen II, die Teil der Krumbacher Wasserversorgung ist.
Bodendenkmäler in dem Gemeindefreien Gebiet: → siehe: Bodendenkmäler in dem nahe bei Waltenberg gelegenen gemeindefreien Gebiet Ebershauser-Nattenhauser Wald